# 荷屬孟加拉
荷屬孟加拉，是荷蘭在1610年-1825年時荷蘭在孟加拉的殖民地，先是荷蘭東印度公司的貿易中心，直到該公司於1800年清盤。然後它成為荷蘭王國的殖民地，直到1824年根據英荷條約將其轉移給英國。 
荷蘭人在該地區的存在首先是在奧里薩邦的Subarnarekha河口Pipili建立了一個貿易站。荷屬孟加拉也是荷屬印度一部分。

## 歷史
從1615年起，荷蘭東印度公司與孟加拉交易。1627年，在Pipely建立了一個貿易站。1635年，在胡格利-钦苏拉成立了一個定居點，用於交易鴉片，鹽，平紋細布和香料。他們建造了一座名為古斯塔夫斯的堡壘，一座教堂和其他幾座建築。一位著名的法國人，擔任馬拉塔人的軍事顧問Perron將軍，在這個荷蘭殖民地定居並在這裡建造了一所大房子。
十八世紀初，荷屬孟加拉的貿易蓬勃發展，荷蘭東印度公司的管理人員於1734年允許胡格利-钦苏拉直接與荷蘭共和國進行貿易，而不是首先向巴達維亞運送貨物。擁有此權利的唯一其他荷蘭東印度公司領地是荷屬錫蘭。
在18世紀中期，面對英法在印度的競爭，荷蘭人對孟加拉的控制正在減弱，而他們在孟加拉的地位在1757年英國在普拉西戰役中的勝利時被削弱為次要力量。
荷屬孟加拉於1795年被英國軍隊佔領，原因是联省共和国执政威廉五世撰寫的一封信，以防止殖民地被法國占領。英荷條約(1814年)將殖民地恢復為荷蘭統治，但由於希望將印度群島劃分為兩個不同的勢力範圍，荷蘭人將其在印度半島的所有領地割讓給了英國(但保留印尼的殖民地)，並於1824年簽訂了“英荷條約”。